# Merimdense

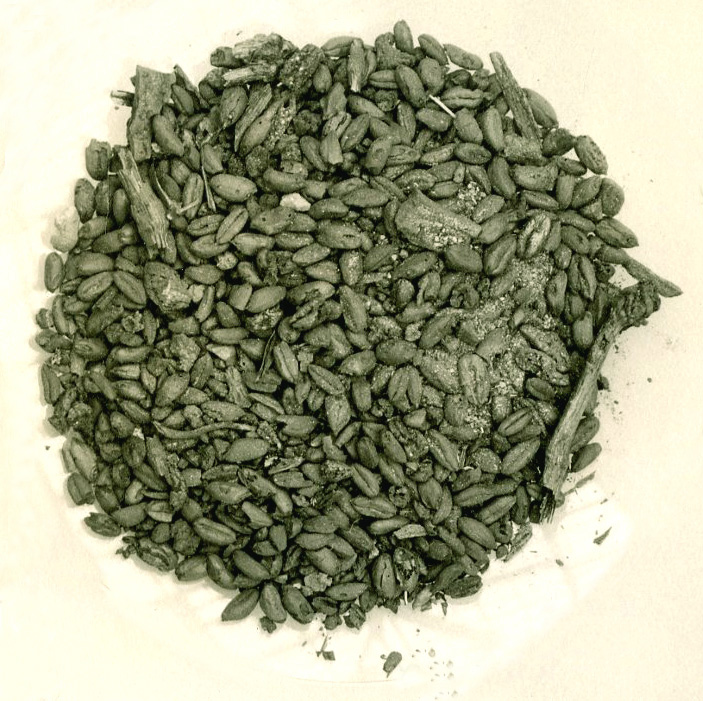
Grano procedente de Merimde, del V milenio a. C., MET

Merimdense (o Merimde Beni-Salame) es la denominación de la primera cultura que surge en el Bajo Egipto, en el periodo neolítico, a finales del VI milenio a. C. y perdura prácticamente durante todo el V milenio a. C., siendo contemporánea de las culturas Fayum A y Nabta Playa. Su nombre lo toma de los arcaicos asentamientos de Merimde, situados al sudeste del Delta en la margen occidental del Nilo. 

## Características
Se trata de una cultura de costumbres totalmente sedentarias, en la que se practicaba muy activamente la ganadería y la agricultura. Sus habitantes cultivaron el grano, usaron alfarería y vivieron en chozas ovales. No han aparecido signos de organización social diferenciada.

### Actividad económica
Sus habitantes eran agricultores. Utilizaban grandes cestos o vasijas de arcilla enterrados para guardar grano, o silos de capacidad mucho mayor (de hasta 2,40 m de diámetro), con forma redonda y excavados en el suelo que se encuentran dispersos por toda la aldea. Junto a estos silos se han hallado eras de forma circular con el suelo revestido de arcilla.
Conocían la ganadería, criaban carneros, ovejas, bueyes, cabras y cerdos. También poseían perros. Practicaban la caza de hipopótamos y cocodrilos junto al Nilo. También pescaban y recogían moluscos.
Hay indicios de relaciones comerciales con las zonas centrales del Delta, basadas en el trueque de utensilios de piedra cuyos nódulos recogían a orillas del desierto.

### Utensilios

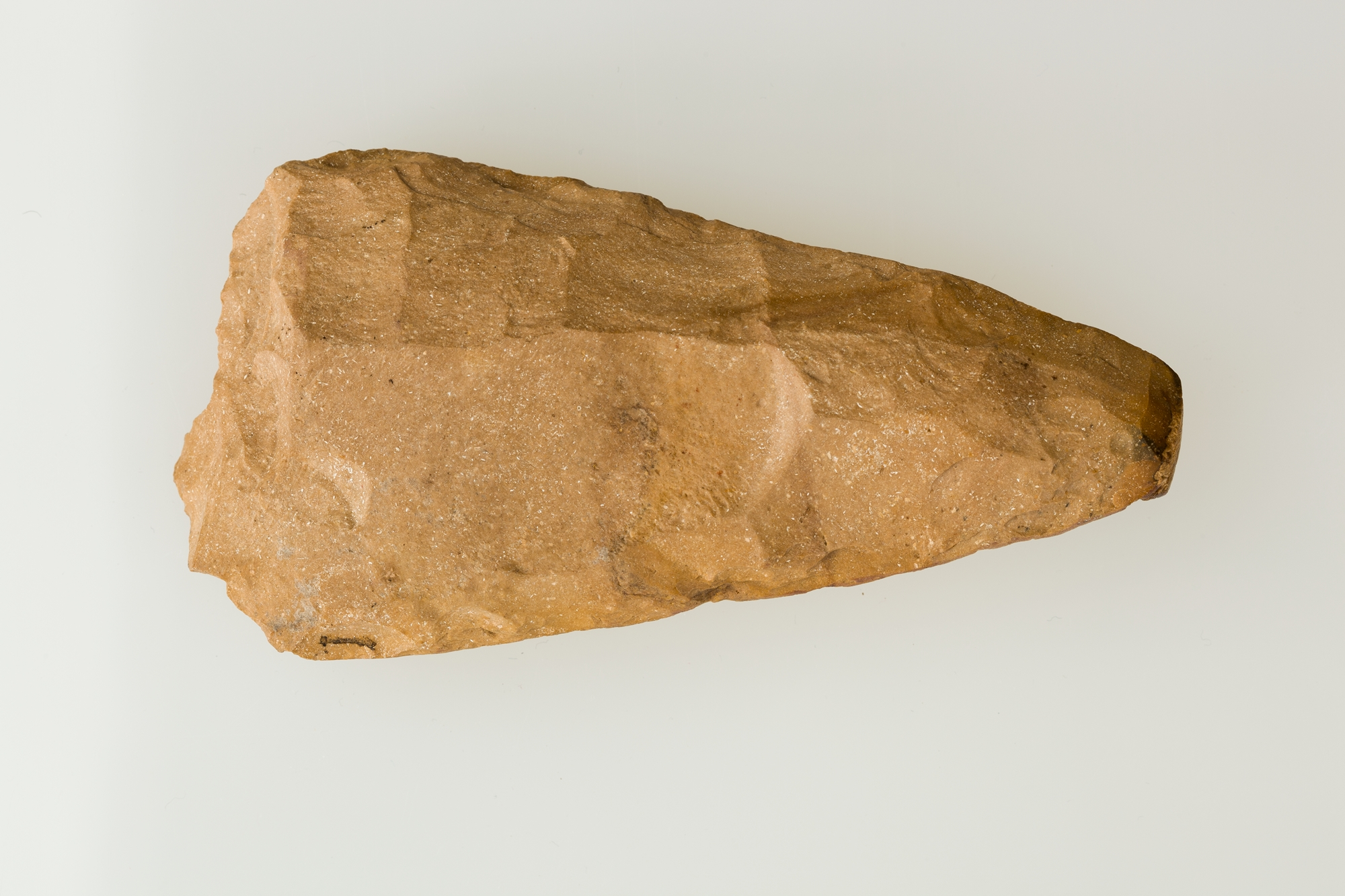
Hacha de piedra merimdense.

Tanto la cerámica como los utensilios son limitados y toscos en comparación con sus contemporáneos del Alto Egipto. 
Disponían de toscas hachas de piedra, de variadas formas, de sierras (láminas denticuladas) y hoces de madera ligeramente curvada sobre los que se incrustraban lascas de sílex, también tallaban puntas de flecha y las puntas de lanzas, algunas de hermoso acabado.

### Cerámica

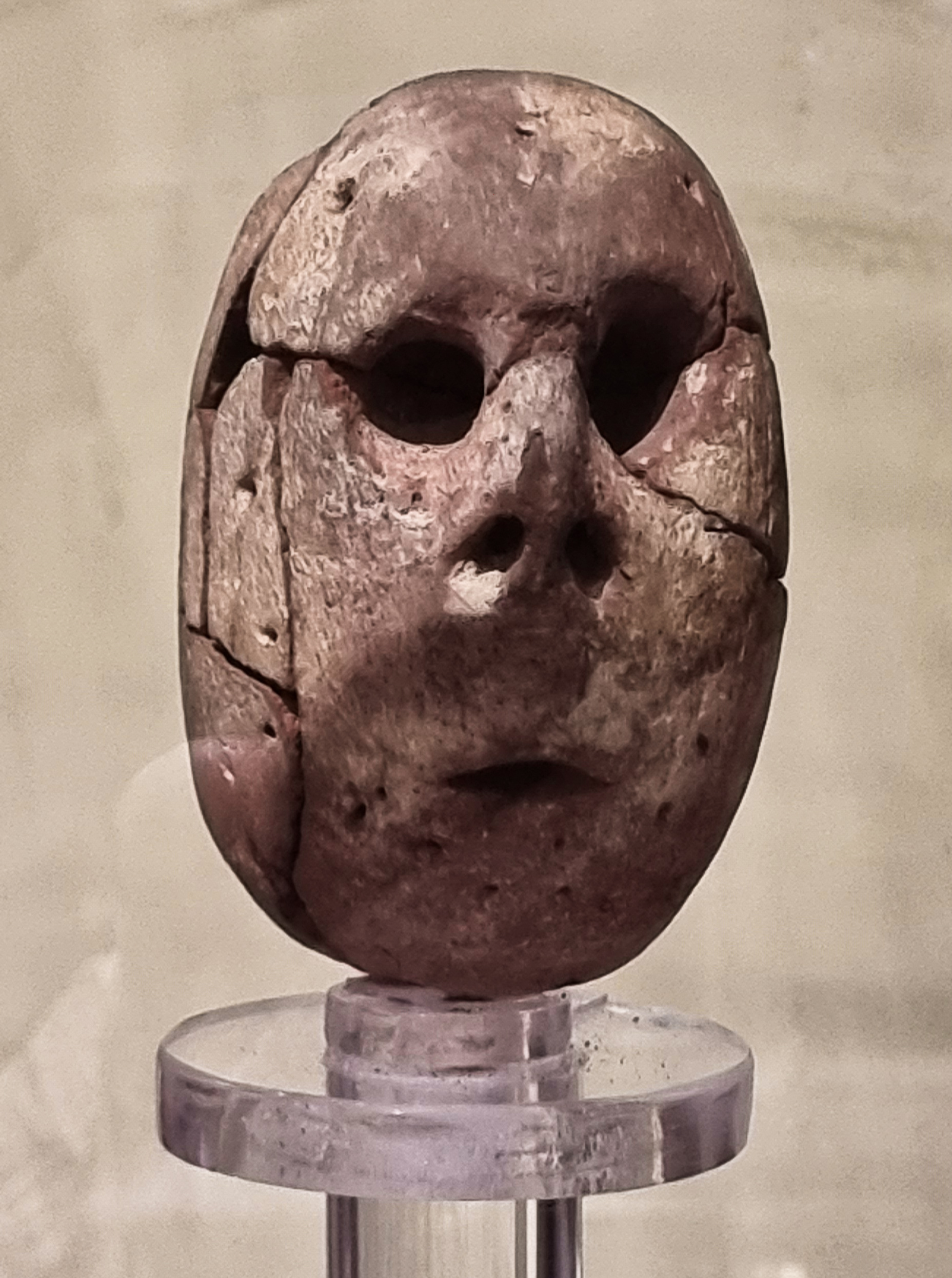
Cabeza de terracota.

La cerámica fue elaborada en barro y paja. La incipiente actividad artística se refleja en figurillas de terracota representando ganado vacuno, y en la célebre cabeza de ídolo del Museo Egipcio de El Cairo.

### Asentamientos
Las viviendas fueron evolucionando paulatinamente de primitivas chozas hasta cabañas de adobe de estructura más sólida.
En las primeras fases (Fase I) vivían en endebles cabañas hechas de estera y caña, con soportes que las sustentaban en la tierra; estaban dispersas conformando pequeñas explotaciones agrícolas de carácter familiar, independientes las unas de las otras, según Trigger. 
En la Fase II, el asentamiento creció y se levantaron viviendas más sólidas, de adobe, excavadas en el suelo a unos 25 cm, con planta oval o de herradura, de unos 5 o 6 metros de longitud, y tejado a dos aguas.

### Enterramientos
No existía un área especial para los cementerios. Los muertos eran enterrados dentro del asentamiento, en fosas ovaladas y poco profundas. Los cadáveres estaban dispuestos en posición fetal, sobre su lado derecho (en el 85% de los casos), posiblemente de cara a su antiguo hogar, cubiertos con esteras o con pieles de animales, y sin ajuar funerario.